# بوب غولاب
بوب غولاب (بالإنجليزية: Bob Golub)‏ هو كاتب سيناريو ومخرج أمريكي، ولد في 6 سبتمبر 1957 في شارون في الولايات المتحدة.

## وصلات خارجية
- بوب غولاب على موقع IMDb (الإنجليزية)
- بوب غولاب على موقع ألو سيني (الفرنسية)
- بوب غولاب على موقع ميوزك برينز (الإنجليزية)
- بوب غولاب على موقع أول موفي (الإنجليزية)
- بوب غولاب على موقع أول موفي (الإنجليزية)
- بوب غولاب على موقع قاعدة بيانات الفيلم (الإنجليزية)
- بوب غولاب على موقع كينوبويسك (الروسية)